# فست‌لین (۲۰۱۵)
فست لین (به انگلیسی: Fast Lane) یک رویداد غیر رایگان (Pay-Per-View) در کشتی حرفه‌ای می‌باشد که توسط کمپانی دبلیودبلیوئی تهیه می‌شود و این دوره‌اش هم در تاریخ ۲۲ فوریه ۲۰۱۵ در ورزشگاه فدکس فروم شهر ممفیس ایالت تنسی برگزار شد. این اولین رویداد دبلیودبلیوئی فست لین بود و جایگزین الیمینیشن چمبر شد.
در این رویداد هفت مسابقه برگزار شد که در مهم‌ترین آنها، رومن رینز بر دنیل براین غلبه کرد تا همچنان رقیب اصلی براک لزنر برای قهرمانی کمربند دبلیودبلیوئی سنگین‌وزن جهان در رسلمانیا باقی بماند. همچنین بری وایت به‌طور رسمی آندرتیکر را به مبارزه در رسلمانیا طلبید و گفت که دیگر از آندرتیکر نمی‌ترسد و حالا دیگر او (وایِت) «چهره جدید ترس» است.

## زمینه‌سازی

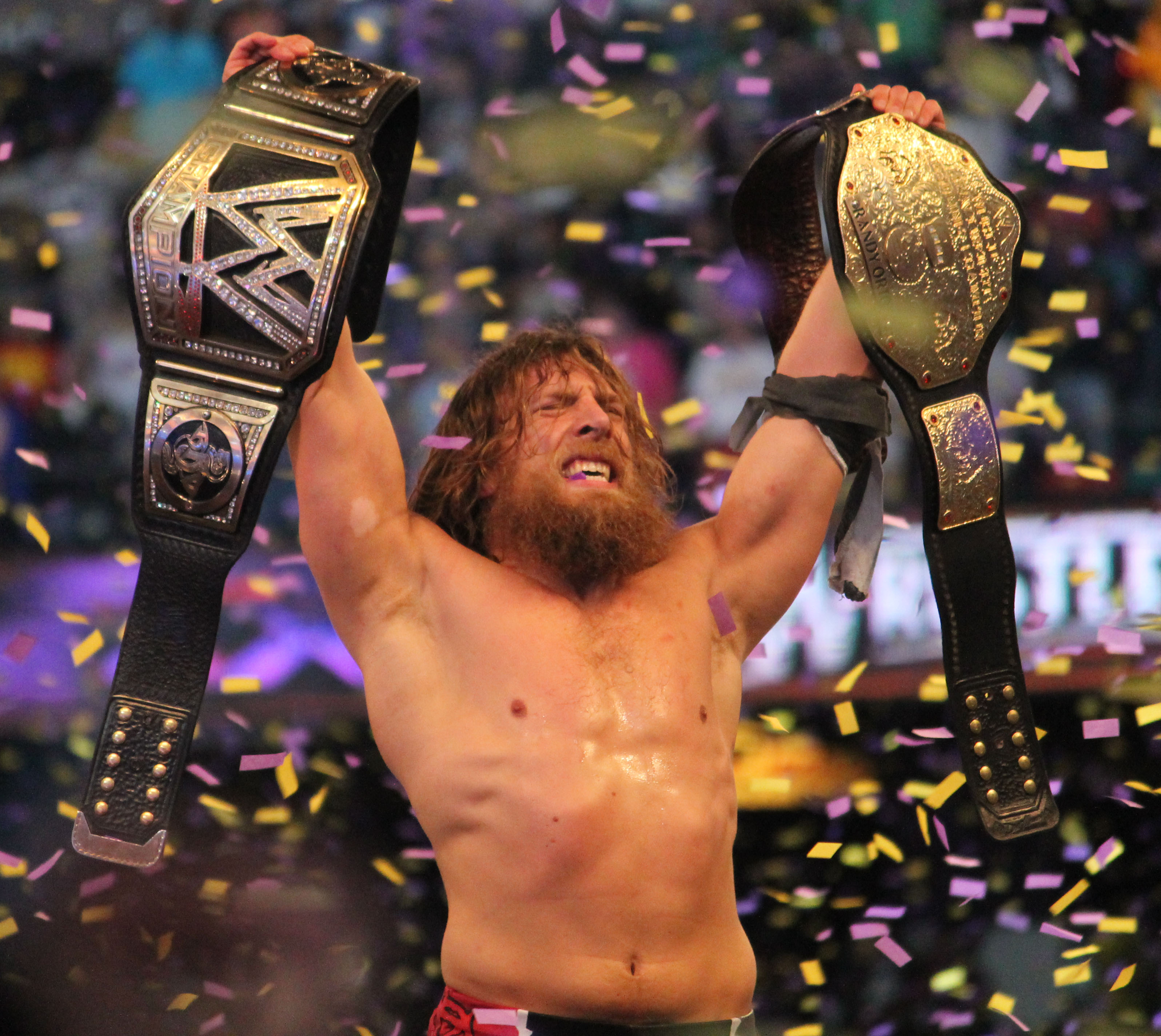
فست لین

فَست لِین شامل مسابقاتی بین دشمنی‌های موجود، ماجراهای پیش آمده و استوری‌هایی خواهد بود که پیش از این در برنامه‌های راو یا اسمک داون پخش شده بود. کشتی‌گیرها با توجه به مسابقات یا سری اتفاقاتی که برایشان رخ می‌دهد و تنش را به حد اکثر می‌رساند، نقش منفی یا قهرمان به خود می‌گیرند.
در ۲۶ ژانویه، برنامه راو قرار بود در شهر هارتفورد و در ورزشگاه اکس‌ال سنتر برگزار شود ولی بخاطر طوفان‌برف شدیدی که حادث شد این قسمت از راو لغو شد و تنها چند گفتگوی استودیویی با ستارگان در مقر دبلیودبلیوئی در کنتیکت انجام شد.
در ۲۵ ژانویه یعنی شب برگزاری رویال رامبل، پس از پایان رویداد، تام فیلیپس مشغول مصاحبه با جان سینا بود که روسِف که عصبانی از باخت بود میکروفون را گرفت تا صحبت کند که باعث عصبانیت سینا شد و دشمنی جدیدی را ایجاد کرد. در ۲۶ ژانویه، در سایت رسمی دبلیودبلیوئی اعلام شد که روسف و سینا در فست لین به مصاف هم خواهند رفت.
در اسمک‌داون ۲۹ ژانویه، اعلام شد که نیکی بِلا در فست لین از کمربند دیواز خود در برابر پِیج دفاع خواهد کرد.
در راو ۲ فوریه، رووسا(تریپل اچ و استفنی مک‌ماهون) رومن رینز را در شرایطی قرار دادند که با وجود بدست آوردن حق رقابت با لزنر در رسلمانیا، مجبور شود بپذیرد در فست لین با برنده مسابقه دنیل براین و سث رالینز -که در همان شب راو برگزار شد-مسابقه دهد تا مشخص شود رقیب #۱ براک لزنر در رسلمانیا چه کسی خواهد بود. در ادامه این قسمت راو، بر این موفق شد با دخالت رینز بر رالینز غلبه کند.
در تاریخ ۲۳ نوامبر در رویداد سروایور سریز، شاهد اولین حضور استینگ در رینگ دبلیودبلیوئی بودیم؛ او در مسابقه اصلی بین تیم رووسا و تیم جان سینا دخالت کرد و با زدن یک ضربه مرگبار عقرب(Scorpion Death Drop) به تریپل اچ باعث باخت تیم رووسا شد. در ۱۹ ژانویه، استینگ اولین حضورش در راو را نیز رقم زد؛ او در پشت پرده حضور یافت و سپس با وارد شدن به میدان، باعث پرت شدن حواس اعضای تیم رووسا یعنی کین، بیگ شو و رالینز و شکست آن‌ها از جان سینا شد؛ این پیروزی سینا بر آن‌ها باعث بازگرداندن دالف زیگلر، اریک روئن و رایبک شد که تریپل اج آن‌ها را بخاطر همراهی تیم سینا اخراج کرده بود. در ۲۶ ژانویه از وبگاه کمپانی یعنی wwe.com اعلام شد که تریپل اچ، استینگ را به «صحبت رودررو» در فست لین طلبیده است. در راو ۹ فوریه، تریپل اچ مجدداً از استینگ خواست تا این طلب او را پاسخ دهد. گروهی از هواداران استینگ در بیرون و درون رینگ ظاهر شدند و پیامی با تم ورودی استینگ از تلویزیون ورزشگاه پخش شد که نوشته بود: «قبول می‌کنم».

## نتایج
| #                                                     | نتایج | نوع مسابقه                                                                                                | مدت زمان |
| ----------------------------------------------------- | --- | --- | -------- |
| ۱                                                     | تیم رووسا (سث رالینز، بیگ شو و کین - با همراهی جِیمی نوبِل و جویی مِرکوری) پیروز مقابل دالف زیگلر، اریک روئن و رایبک | مسابقه تگ تیم شش نفره                                                                                     | ۱۳:۰۱    |
| ۲                                                     | گُلداست پیروز مقابل اِستارداست                                                                                      | مسابقه تک نفره                                                                                            | ۸:۵۵     |
| ۳                                                     | سِزارو و تایسون کید (با همراهی ناتالیا) پیروز مقابل د اوسوس (جیمی و جِی اوسو) (c) (با همراهی نِیومی)                 | مسابقه تگ تیم برای قهرمانی کمربند تگ تیم                                                                  | ۹:۳۳     |
| ۴                                                     | نیکی بِلا (c) (با همراهی بری بِلا) پیروز مقابل پِیج                                                                  | مسابقه تک نفره برای قهرمانی کمربند دیواز                                                                  | ۵:۳۴     |
| ۵                                                     | بَد نیوز بَرِت (c) پیروز مقابل دین امبروز با سلب صلاحیت                                                              | مسابقه تک نفره برای قهرمانی کمربند بین‌قاره‌ای                                                              | ۷:۵۸     |
| ۶                                                     | روسِف (با همراهی لانا) پیروز مقابل جان سینا با تسلیم                                                               | مسابقه تک نفره برای قهرمانی کمربند ایالات متحده آمریکا                                                    | ۱۸:۴۲    |
| ۷                                                     | رومن رینز پیروز مقابل دنیل براین                                                                                  | مسابقه تک نفره برای تعیین رقیب #۱ براک لزنر در رسلمانیا ۳۱ برای قهرمانی کمربند دبلیودبلیوئی سنگین‌وزن جهان | ۲۰:۱۰    |
| - (c) – نشان‌دهنده قهرمان(هایی) است که به میدان می‌روند | | |          |

## بازخورد منتقدین
درحالیکه خود رویداد میانگین توصیف شد، تماشاگران ممفیسی حاضر در ورزشگاه بخاطر بی‌هیجان بودن به شدت مورد انتقاد قرار گرفتند؛ کِنی هِرزاگ از مجله رولینگ استون نوشت: «گویا تماشاگران حاضر، برای اعتراض آمده بودند یا حداقل داشتند کم‌فروشی می‌کردند». منتقد وبسایت Cageside Seats یعنی جین مراسکو از مسابقات غیراصلی انتقاد کرد ولی دو مسابقه آخر را مورد تحسین قرار داد و در مجموع به این رویداد درجه -B داد.
فَست لین را بخاطر پایان‌های ساده‌اش هم مورد انتقاد قرار دادند: دو پایان با حرکت Roll-Up، یکی با تسلیم و دوتای دیگر هم با پرت کردن حواس داور. فقط مسابقات تگ تیم و اصلی با پایانی "پاک" همراه بودند. جسی کالینگز از وبسایت .Wrestling Inc هم این رویداد را "قسمتی ویژه از راو" خواند و اضافه کرد: "نکات برجسته کمی وجود داشت ولی واقعاً چیز عجیبی اتفاق نیفتاد که نمی‌شد آن را در یک قسمت از راو انجام داد".